# كينيث روي ماكليود
كينيث روي ماكليود هو قاضي وسياسي كندي، ولد في 10 سبتمبر 1927، وتوفي في 30 مارس 2011. انتخب عضو المجلس التشريعي في ساسكاتشوان.